# Eleutherodactylus riparius
Espèce
Statut de conservation UICN

 LC  : Préoccupation mineure
Eleutherodactylus riparius est une espèce d'amphibiens de la famille des Eleutherodactylidae.

## Répartition
Cette espèce est endémique de Cuba. Elle se rencontre du niveau de la mer jusqu'à 800 m d'altitude.

## Description
Les mâles mesurent de 19,9 à 28,2 mm et les femelles de 33,6 à 41,6 mm.

## Publication originale
- Estrada & Blair-Hedges, 1998, « Sistemática de las Ranas Ribereñas de Cuba (Leptodactylydae:Eleutherodactylus) con la Descripción de una Especie Nueva », Caribbean Journal of Science, vol. 34, no 3/4, p. 218-230 (texte intégral).